# 20804 Etter
20804 Etter (2000 SW209) là một tiểu hành tinh vành đai chính được phát hiện ngày 25 tháng 9 năm 2000 by LINEAR Team ở Experimental Test Site.